# Bisdom Kerry
Het bisdom Kerry (Latijn: Dioecesis Kerriensis, Iers: Deoise Chiarraí) is een Iers rooms-katholiek bisdom. Het is een suffragaanbisdom van het aartsbisdom Cashel en Emly en omvat vrijwel het gehele graafschap Kerry en een klein gedeelte van Cork. Het bisdom is ontstaan uit de samenvoeging van twee zeer oude bisdommen, Ardfert en Aghadoe. In 1952 werd de naam van het diocees, tot dan Kerry en Aghadoe beperkt tot Kerry. De bevolking van 136.000 inwoners is in grote meerderheid katholiek en is verdeeld over 54 parochies.

## Kathedraal

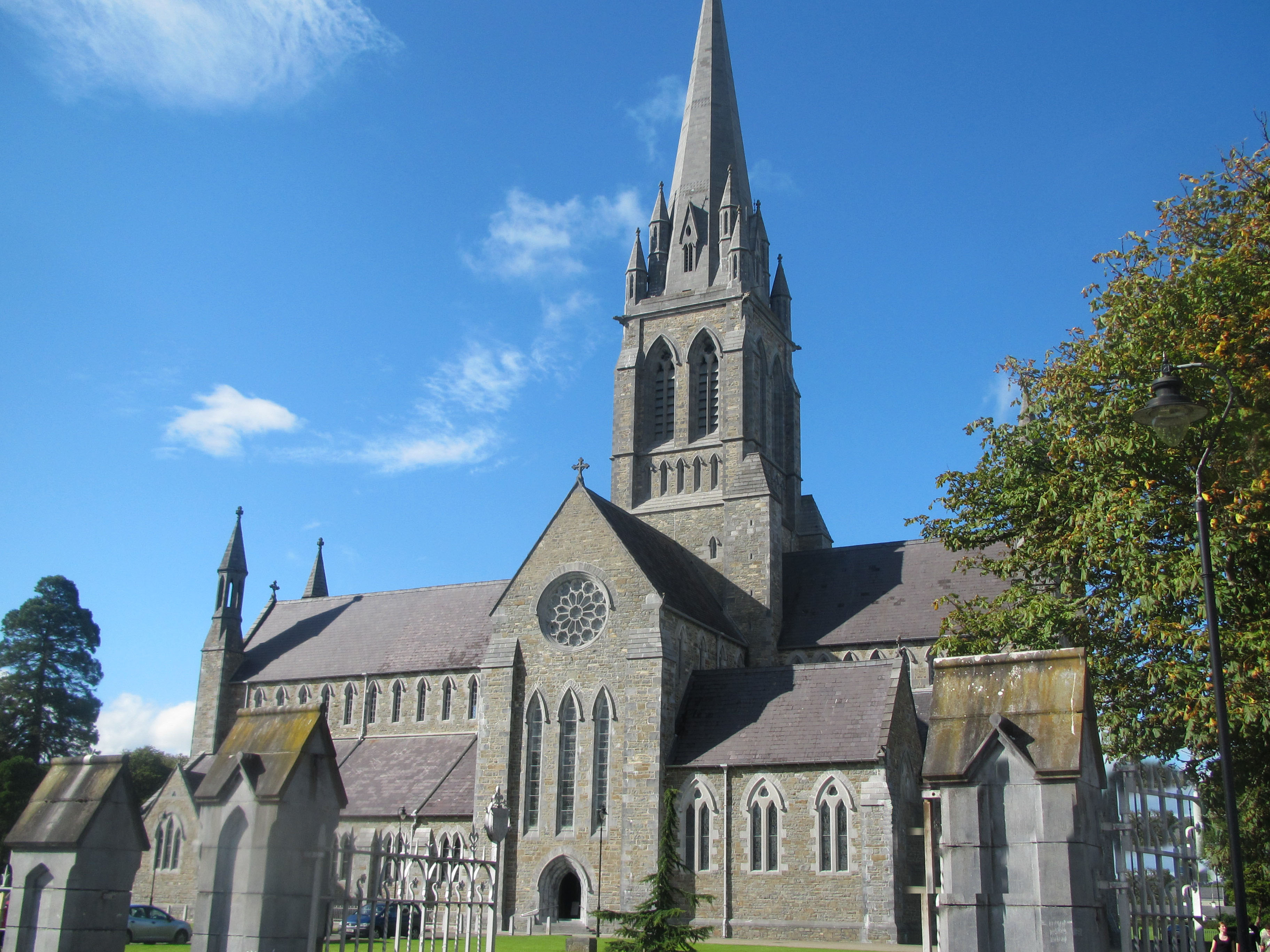
Kathedraal in Killarney

De kathedraal van het bisdom staat in Killarney. De kerk, gewijd aan Maria, werd gebouwd tussen 1842 en 1855. De neogotische kathedraal werd ontworpen door de Engelse architect Augustus Pugin.  